# 米切斯
18°58′48″N 69°3′0″W / 18.98000°N 69.05000°W

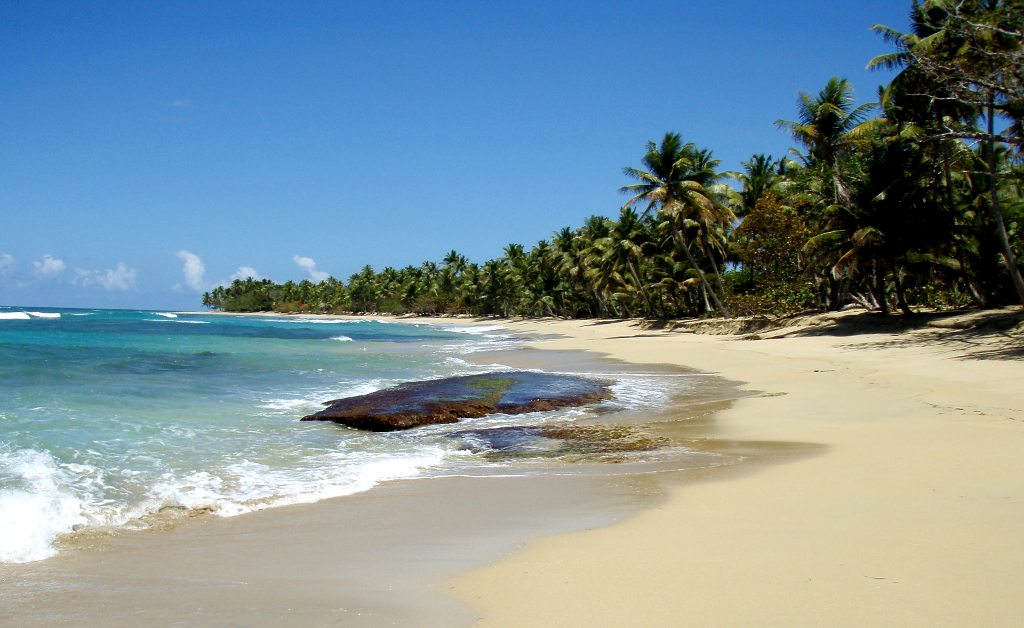

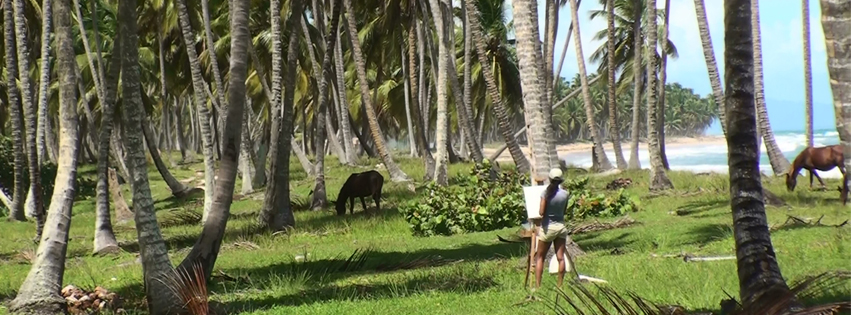

米切斯（西班牙語：Miches）是多明尼加共和國的城鎮，位於該國東部，由埃尔塞沃省負責管轄，面積442.47平方公里，海拔高度2米，2012年人口18,745，人口密度每平方公里42人。